# Clupeiformes
Clupeiformes é um grupo de peixes actinopterígios caracterizados por possuirem apenas uma nadadeira dorsal sem espinhos, a nadadeira caudal furcada e uma câmara na região ótica do neurocrânio onde convergem vários canais sensoriais, uma característica só encontrada nestes vertebrados.
Pertencem a este grupo as sardinhas, arenques, anchovetas e outras famílias de peixes pelágicos.